# 螢光燈

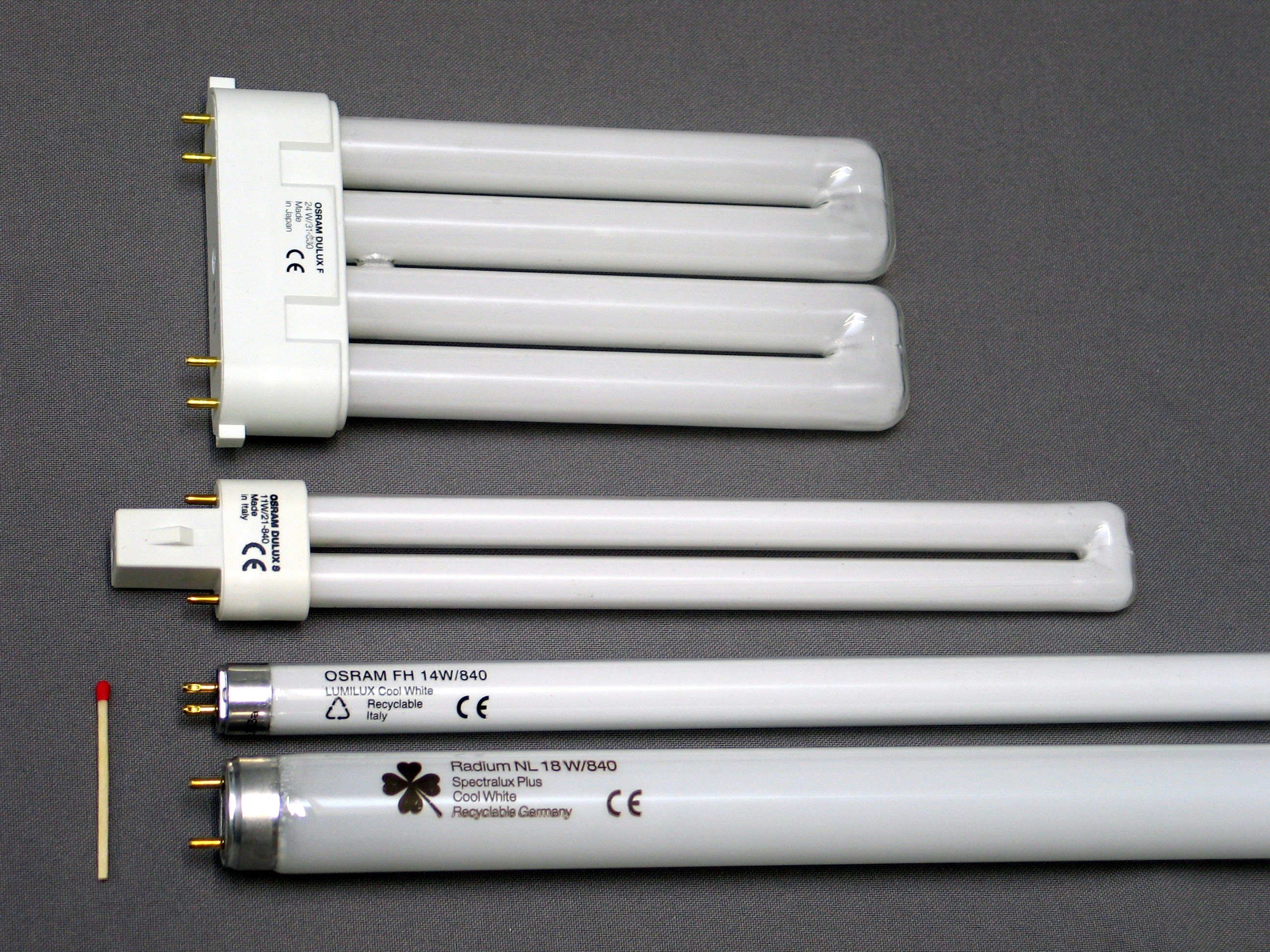
不同款式的螢光管

荧光燈（英語：Fluorescent lamp），或稱日光燈、燈管、螢光管、光管，是一種照明裝置，屬於氣體放電燈的一種。它使用電力在氬或氖氣中激發水銀蒸氣，形成電漿並發出短波紫外線，紫外線被磷光体吸收後，磷光体會發出可見的光以照明，這樣發出可見光的方式屬於螢光。
一般的螢光管以玻璃製造，在兩端裝有插口以連接電源及固定螢光管的位置。
與電燈泡不同，螢光管必須設有镇流器，与启辉器配合产生让气体发生电离的瞬间高压。
為了取代傳統白熾燈，近年來發展出將燈管、镇流器、启辉器結合在一起，配合使用白熾燈燈座的改良型螢光燈泡，稱為省電燈泡，可以在不更換燈具基座的情況下，直接取代白熾燈使用。

## 原理

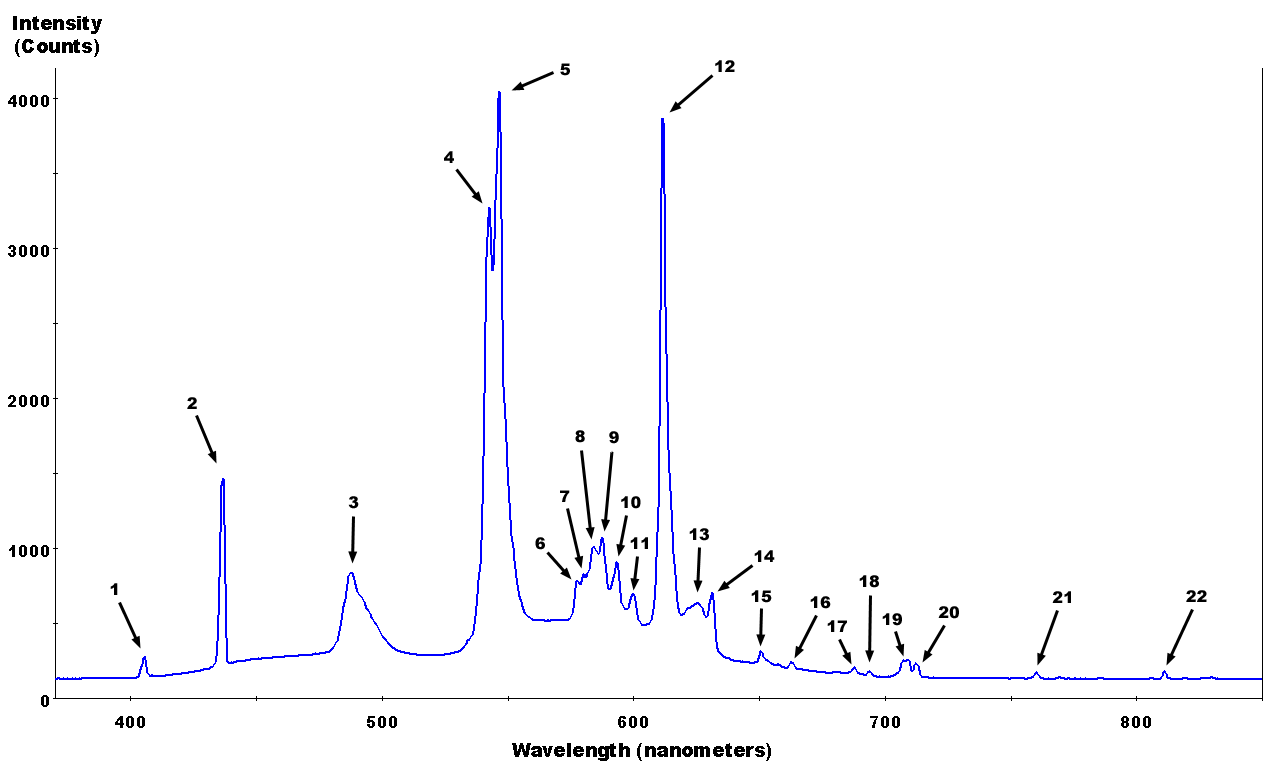
螢光管的光譜分析圖

螢光管內充滿了低壓氬氣或氬氖混合氣體及水銀蒸氣，而在玻璃螢光管的內側表面，則塗上一層磷質螢光漆，在燈管的兩端設有由鎢製成的燈絲線圈（這個鎢絲線圈上會塗上「電子粉」，其成分是由鍶、鋇等鹼土金屬化合物組成的）。當電源接通後，首先電流通過燈絲加熱並釋放出電子（這裡的電子是由電子粉釋出的），電子會把管內氣體變成電漿（plasma），並令管內電流加大，當兩組燈絲間的電壓超過一定值之後燈管開始產生放電，使水銀蒸氣發放出253.7nm及185nm波長的紫外線，螢光管內側表面的磷質螢光漆會吸收紫外線，並釋放出較長波長的可見光。發出的光線顏色由磷質成份的比例控制，而玻璃管則避免有害的紫外線及其他有害物質如水銀洩漏出來。
螢光管的放電电流与導通電阻之间存在一个正反馈关系：當更多電流流進螢光管後使得更多氣體被離子化，使得管內的導通電阻不斷降低，如此便會令更多電流入螢光管內。如果將螢光管直接接到固定電壓的電源，螢光管將會因電流不斷上升而很快被燒毀，因此需要以一個輔助電路控制進入螢光管的電流在一固定水平，而這個電流控制電路通常被稱為安定器。傳統镇流器实际上是一个电感，当导通电阻降到很低的时候，镇流器固定的感抗和铜耗使导通电流近似于定值，开始稳定工作。傳統镇流器需搭配一個稱為啟動器（Starter，俗稱「士賴達」、“跳泡”）的小元件才能使燈絲間的壓差達到使螢光管足以放電的程度，最新的電子式镇流器則不需要啟動器，因為啟動工作已被包含在镇流器內。

## 規格
日光燈管如果照直徑來分類，可分成T2、T3.5、T4、T5、T6、T8、T9、T10、T12等規格，所謂的T5就是直徑為5/8英吋（約16毫米）的日光燈管；T8直徑為1英吋（約25毫米）；T9直徑為9/8英吋（約29毫米）的日光燈管。目前全世界的主流為T5、T6和T8，目前台灣的主流為T8，廠商主要推廣的是T5燈管。

### 命名規則
美国命名：
F40T12/CW RS
- F代表光管（Fluorescent）
- 40代表功率
- T12代表直徑是12/8英吋
- CW代表卤磷酸钙冷白荧光粉，演色性指數为60，色温为4100k (640)
- RS代表适用于快启镇流器（也适用于普通扼流圈加启辉器启动）

F54T5 835 HO 
- F代表光管（Fluorescent）
- 54代表功率（實際使用49W光管）
- T5代表直徑是5/8英吋
- 8代表演色性指數是80 （三基色使用GE-索恩命名法,则835）
- 35代表色温是3500K
- HO代表高輸出（High Output）

日本命名:
FL40SSEX-N/37
- FL代表普通直管荧光灯
- 40代表40型（1200mm）
- SS代表T9 28mm
- EX-N代表三基色中性白荧光粉（850）
- 37代表实际使用功率

FHF32EX-W
- FHF代表高频电子镇流器专用T8管径直管荧光灯
- 32代表32型/32瓦实际使用功率（1200mm）
- EX-W代表三基色冷白荧光粉（840)

FL30S-D
- FL代表普通直管荧光灯
- 30代表30型（630mm）
- S代表T10 32mm
- -D代表卤磷酸钙日光荧光粉（665）

中国大陆命名：
YZ36RR25
- YZ代表荧光-直管
- 36代表使用功率36瓦
- RR代表日光色6500k（没有显色指数）
- 25代表25mm管径，则T8

## T8、T9和白熾燈的比較

### 優點
T8、T9螢光管與同一光度的傳統電燈泡（白熾燈）相比有更高的發光效率，因為更高比例的电能被轉化為可見光，所以同一亮度的螢光管比白熾灯温度要低。白熾灯一般只能把大約2%的输入能量轉化為可見光，同一亮度的T8、T9螢光管一般只需前者消耗的約1/3至1/4的電能，使用壽命亦較傳統燈泡更長。
螢光燈管可以提供多種色溫選擇，相較於白熾燈及鹵素燈色溫多介於2700~3300k之間，螢光燈還可以買到6500k、5500k、5000k、4000k等多種色溫。
雖然T8、T9螢光燈的購買成本略高於白熾燈，但它可節省更多能源及電費，較長的壽命亦令其更換成本相對下降，對商業而言亦可節省更換燈泡的人力成本。

### 缺點
螢光管未能提供穩定的光源，而是閃爍的光源，其閃爍频率與驱动電壓的频率有關，雖然人眼不易察覺，但可產生闪光灯效應，在一些工作環境可能造成危險，例如轉動的風扇，假如其頻率與螢光管相同，就會看似停止不動。螢光管亦會令攝錄機拍攝的片段出現閃爍，雖然傳統燈泡亦會出現閃爍，但其強度則較低。螢光管亦不能使用標準的亮度調節開關。
目前電子式安定器已经基本解决这个问题。传统的电感式镇流器采用市电（频率为50~60Hz）直接驱动螢光管，而電子式安定器采用高频振荡反馈式镇流（高頻開關切換式諧振電路限流），其输出的驱动电压频率已大大提高，螢光管的闪烁频率也相应提高，人的肉眼已经不會被這種高频闪烁影響。
目前國際大廠已經開始陸續停產T9燈管，改推薦T5燈管，僅剩下台灣燈管品牌仍在大量生產，可以預期在供給量減少的情況下，T9燈管會比較少見。然T8燈管因為沒有T9燈管的主要缺點—汞含量過高，但T8燈管較T5耗電也逐漸減少，若非T5燈具與光源顯著降價，T8，T9還是會被大量使用。
螢光燈管的演色性較低，傳統白熾燈及鹵素燈有100的演色性，市售螢光燈管的演色性大多超過80，演色性超過90的螢光燈管就比較難購買；因此螢光燈管的光線較為不自然不舒適。

## T8、T9和省電燈泡的比較
優點
相對於相同亮度的省電燈泡，燈管的價格較為便宜。
最高級的T8燈管可以達到99的高演色性，而最高級的省電燈泡的演色性只能超過90，演色性高的光源會讓顏色自然，且對視力及健康有利。不少人會因為認為日光燈/省電燈泡是劣質光線而使用白熾燈或鹵素燈，但若使用演色性達99的燈管，則會有更多人能接受螢光燈管，則可以減少發熱光源的需求。
缺點
隨著科技不斷進步，目前的省電燈泡已較年代久遠的T8、T9日光燈配合傳統安定器省電，特別是螺旋狀的日光燈。然新一代T8燈管配上預熱型電子安定器，仍遠較省電燈泡省電。省電燈泡的發光效率約每瓦55~60流明，而配合電子安定器的新一代T8燈管，其發光效率可達每瓦80流明以上。
許多T8/T9燈管的演色性差，多數省電燈泡能達到80以上的演色性。
省電燈泡更換容易。

## T5日光燈

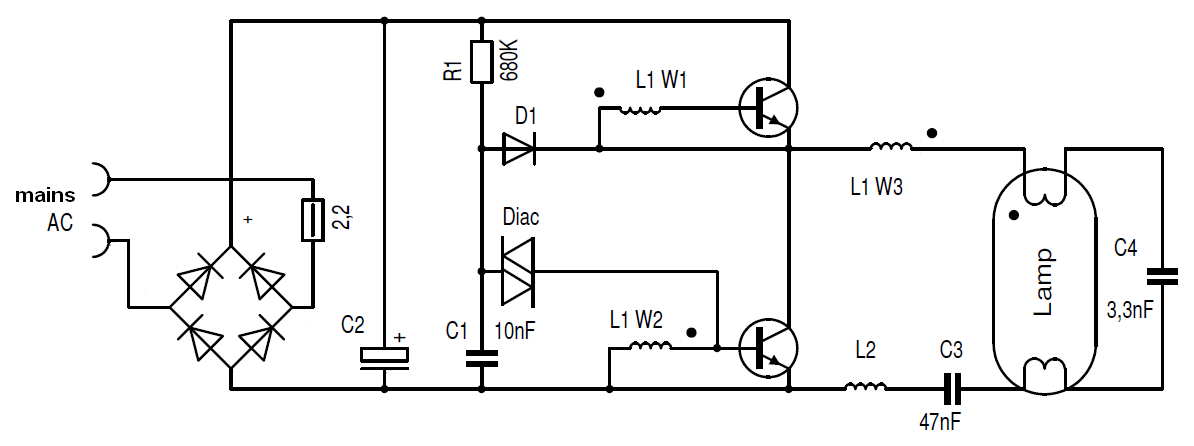
電子式安定器電路圖

T5日光燈最早出現於1995年，是目前已商業化生產的日光燈中，最為省電的一種，然而其燈具和T8、T9的管並不相容，必須花錢採購專用燈具，此為其普及的障礙之一。
理論上T5管必須配合電子安定器使用，在T8配合電子安定器可以在理論上在接近T5管的效率，但實際環境下仍是T5管明顯地有較高效率，原因是兩者的最佳工作溫度不同。
T5使用固態汞，其最佳工作溫度約為攝氏35度，而T8使用的是液態汞，其最佳工作溫度大約是25℃。根據香港機電工程署的一份測試報告，螢光燈在操作時，其本身溫度會比環境溫度高約10℃，若有加燈罩的情況下更會比環境溫度高15℃。因此在一般有空調的環境中，加上螢火燈自身的發熱後，螢火燈的工作溫度約在35至40℃之間，剛好是T5螢火燈的最高效率的工作溫度內；而在更高溫度的環境中（無空調的地方），T5也比T8有更高效率。
不過，T5燈有高輸出和高效率兩種，前者在同樣長度、同瓦數時較亮，後者較省電，選購時要略為注意。
T5管內在磷的表面加上了一層薄膜，這層薄膜防止汞被磷吸收，因此T5管使用的汞較少；同時也防止了因為磷吸收了汞後效率降低，所以T5管在長期使用後光度比較穩定，在工作經過其壽命的40%後，光度也只有5%的下跌。
T5日光燈省電效果也比現今的傳統燈泡、省電燈泡和LED都來的好，；由於直徑比較小，故使用的玻璃、螢光粉和汞都較傳統的T8、T9節省，可以說是目前最省電也相對環保的照明工具，但缺點是價格較高（但仍比LED便宜很多很多）。
T5燈管的演色性比不上演色性最高的T8燈管。
T5日光燈最好是採用預熱型啟動電子安定器，但仍有些產品採用傳統的電感式鎮流器或是瞬時啟動無預熱型電子安定器，此類產品較為耗電、易產生閃爍，而且也使螢光燈的壽命縮短，購買時宜特別留意。
而T5燈管的最大對手是CCFL燈管，CCFL燈管的效率或許略低於T5燈管、但也相差不遠，CCFL壽命極長、耐點滅、單支含汞量已經很低、整體汞消耗量則更低，因此整體環保效益更佳。
對目前仍使用傳統型安定器配合T8燈管之使用者而言，最具成本效益的升級方式乃是更換成新型的預熱式電子安定器（優點是不閃爍、省電、相對耐點滅、延長燈管壽命，缺點是要1~2秒才能點亮），如果需要高品質光線則是在換了安定器後、再換成演色性大於90甚至達98的T8燈管，如果想要長壽命、最低汞污染及經常點滅則是換成CCFL燈管，而不是換成T5燈。

## 效率
| 型式                  | 光源效率 （LM/W） | 平均壽命 （小時） | 特性                                               | 使用範圍                               |
| --------------------- | ----------------- | ----------------- | -------------------------------------------------- | -------------------------------------- |
| 管型燈管 Tubular-lamp | 60至104           | 5000至12000       | 有各種不同的光色可以選擇，可達到高照度並兼顧經濟性 | 辦公室，商場，住宅，一般公共建築       |
| PL燈管 PL-LAMP        | 46至87            | 8000至10000       | 體積小，壽命長，效率高，省電                       | 局部照明，安全照明方向指標照明         |
| SL省電燈管            | 39至50            | 6000              | 若演色性要求不高、能直接取代普通白熾燈泡           | 大部分使用普通白熾燈泡的場所均可以使用 |

### 比較
熒光燈的光效類似於一體式熒光燈（CFL）。
| 售价                                       | $0.41 | $1.17 | $0.99  | $3.99  |
| 功率（瓦特）                               | 60    | 43    | 14     | 8.5    |
| 平均光通（流明）                           | 860   | 750   | 775    | 800    |
| 光效（流明/瓦特）                          | 14.3  | 17.4  | 55.4   | 94.1   |
| 色温（开尔文）                             | 2700  | 2920  | 2700   | 2700   |
| 演色性（CRI）                              | 100   | 100   | 82     | 80     |
| 寿命（小时）                               | 1,000 | 1,000 | 10,000 | 15,000 |
| 可用年数（每天6小时）                      | 0.46  | 0.46  | 4.6    | 6.8    |
| 20年电费（0.11美元/KWh）                   | $289  | $207  | $67    | $41    |
| 20年总开支                                 | $307  | $259  | $70    | $53    |
| （按白炽灯亮度比例折合）                   | $307  | $297  | $78    | $57    |
| 基于每日六小时用量计算（20年共43,800小时） |       |       |        |        |

## 競爭者
除了省電燈泡外，目前最強力的競爭者為高強度氣體放電燈，長遠來看最有潛力的競爭者則是冷阴极荧光灯管或者發光二極管固態照明技術。
冷陰極螢光燈管為目前大多數液晶顯示器所採用的背光光源，其壽命為一般螢光燈的三倍以上，且具有反覆啟動也不易光衰的特性。然此項技術目前多在LCD廠商手中，傳統三大照明廠目前均不打算推展此項商品，為其普及的障礙。
鉴于荧光灯的适用场所大都为较低空间的室内一般性照明，HID并非其主要竞争对手。
目前来看，LED是其最主要的也是最有潜力的替代者。市场已经开始采用LED照明产品来替代荧光灯的尝试，LED寿命已经远超荧光灯，在造价方面也相差无几。

## 環境問題
螢光管內有水銀成份，對人體有害。胡亂棄置螢光管會對環境造成損害，因此處理棄置的螢光管成為一個問題。目前只有少數國家和地區（例如：南韓、巴西、台灣、澳門）會對廢棄的螢光管實行回收，並把螢光管安全地處理掉。由於在螢光管內僅能使用水銀蒸氣，實際的水銀含量是很低的（少於1mg），回收時要先抽氣也造成回收的困難度。而固態汞螢光燈管的逐漸普及則可以減輕這方面的難度。